# یواس‌اس پیکوای (ای‌پی‌ای-۲۲۲)
یواس‌اس پیکوای (ای‌پی‌ای-۲۲۲) (به انگلیسی: USS Pickaway (APA-222)) یک کشتی بود که طول آن ۴۵۵ فوت (۱۳۹ متر) بود. این کشتی در سال ۱۹۴۴ ساخته شد.